# Rhinolambrus lamelliger
Rhinolambrus lamelliger is een krabbensoort uit de familie van de Parthenopidae. De wetenschappelijke naam van de soort is voor het eerst geldig gepubliceerd in 1847 door White.